# Rosa Smithová Eigenmannová
Rosa Smithová Eigenmannová (nepřechýleně Smith Eigenmann; 7. října 1858 Monmouth, Illinois, USA – 12. ledna 1947 San Diego, Kalifornie, USA) byla americká ichtyoložka. Nejprve publikovala sama a později spolupracovala s manželem Carlem H. Eigenmann, na popisech asi 150 druhů ryb, především ze Severní a Jižní Ameriky, které dnes nesou označení "Eigenmann & Eigenmann".

## Životopis

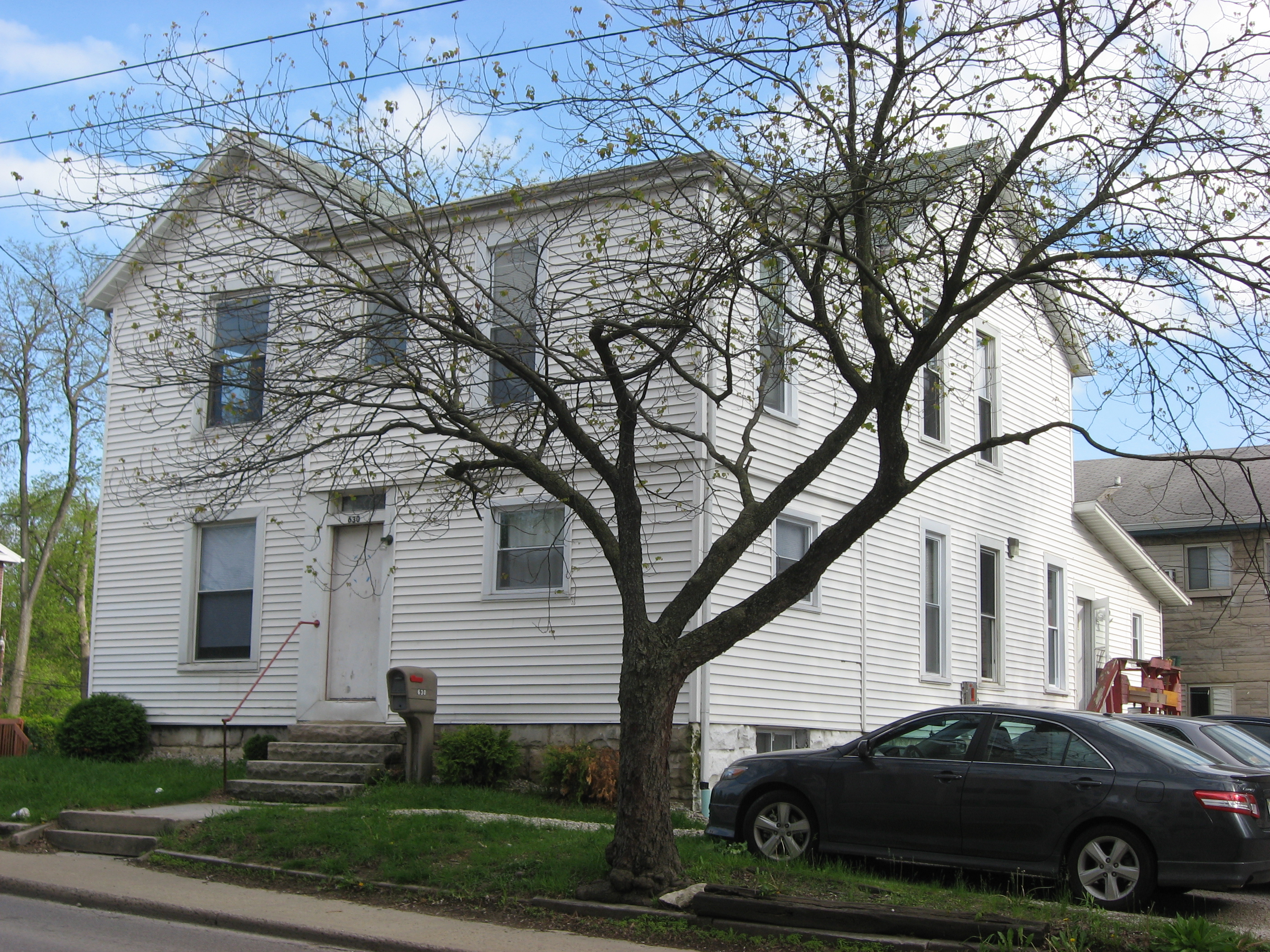
Atwater Avenue East, 630,
Dům Carla Eigenmanna

Byla první významnou ženou - zooložkou, která se věnovala a vynikla v oboru ichtyologie a jejíž studium ryb bylo podloženo i publikační činností.
Rosa Smith Eigenmann se narodila 7. října 1858 v Monmouthu, Illinois, jako poslední z devíti dětí. Rodina původem z Kalifornie se záhy přestěhovala do Illinois, kde otec založil novinové vydavatelství. Rosa však byla neduživá a trpěla častými nemocemi. Špatný zdravotní stav dcery řešila rodina návratem zpět do Kalifornie a usadila se v San Diegu.
Již od útlého věku projevovala zájem o místní přírodu. Vztah a velký zájem o přírodní vědu pak pokračoval členstvím v přírodovědecké společnosti v San Diegu (San Diego Society of Natural History). V roce 1879 navštívil San Diego David Starr Jordan a při této příležitosti se setkal s Rosou Smith, a to buď na schůzi Společnosti nebo, když si pronajal dům, včetně koňského spřežením od jejího otce. Někdy v tomto období objevila Rosa nový druh slepé ryby Othonops eos (Typhlogobius californiensis) Loma Point, na předměstí San Diega. Jordan byl ohromen a přesvědčil ji, aby s ním odešla studovat na univerzitu v Indianě. Zde se také setkala se jeho spolužákem Carlem Eigenmannem, pozdějším životním partnerem. V létě roku 1880 absolvovala s Jordanem výzkumnou cestu do Evropy.
Jordan se ale záhy kvůli nemoci v rodině musel ze studií vrátit domů do San Diega. Po návratu do San Diega však Rosa pokračovala v publikování, mj. i popisu slepé Goby a jiných ryb. Zatímco Carl Eigenmann zůstal na univerzitě a učil své spolužáky, poznávají se vzájemně s Rosou prostřednictvím korespondence. Pokračují v psaní dopisů, ve studiu i publikování, stejně jako to bylo kdysi v San Diegu. Rosa Smith vydává v San Diegu také pravidelné zprávy o druhu Othonops Eos a další popisy a zprávy o dalších druzích ryb. Za svobodna vydala více než 20 nezávislých publikací.
Po obdržení bakalářského titulu Eigenmann přešel zpět do Kalifornie a oba zde dne 20. srpna 1887 uzavřeli sňatek. Následně pak společně navštěvují Harvardovu univerzitu, kde studují tamní sbírky. Rosa se tak stala první ženou, které bylo umožněno zúčastnit se studia a absolvovat poslední semestr na Harvardu. Spolu také publikovali první z mnoha společných prací.
Po několika dalších letech v San Diegu se Eigenmann stal profesorem na Indiana University Bloomingtonu. V roce 1891 se Eigenmann stal děkanem Graduate School v Indianě. I v této době Rosa spolupracovala s manželem na 15 dalších výzkumech. A i když měla už pět dětí, a jedno z nich od narození postižené, a všechny vyrůstaly společně jednom domě, nezabránilo ji to aktivně provádět výzkum a pokračovat ve spolupráci s manželem.
Když manžela v roce 1927 postihla mozková mrtvice, vrátila se s ním do San Diega. Zůstala tam i po jeho smrti v dubnu téhož roku, ale nebyla již vědecky aktivní. Zemřela 12. ledna 1947 v San Diegu.